# Himalaphantes martensi
Himalaphantes martensi är en spindelart som först beskrevs av Thaler 1987.  Himalaphantes martensi ingår i släktet Himalaphantes och familjen täckvävarspindlar. Inga underarter finns listade i Catalogue of Life.